# Allochlorodes
Allochlorodes là một chi bướm đêm thuộc họ Geometridae.